# 골루프도브진군

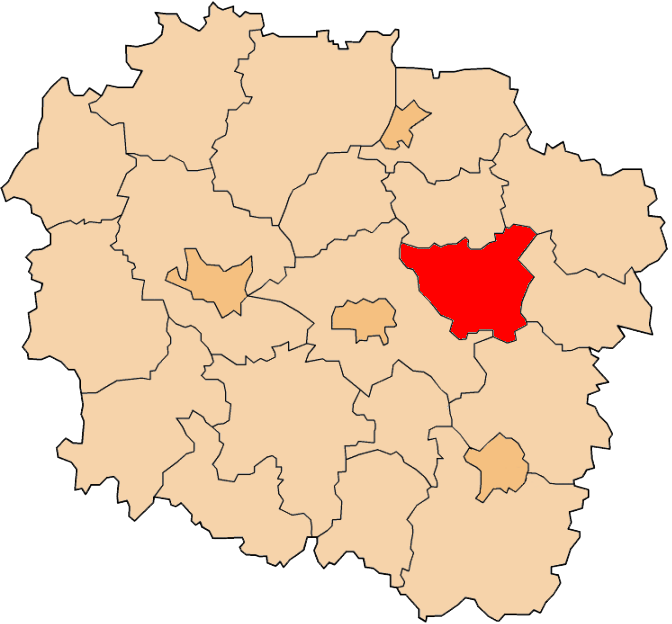
쿠야비포모제주 지도에 표시된 골루프도브진군의 위치

골루프도브진군(폴란드어: powiat golubsko-dobrzyński)은 폴란드 쿠야비포모제주에 위치한 군으로 군청 소재지는 골루프도브진이며 면적은 612.98km2, 인구는 45,059명(2019년 기준), 인구 밀도는 74명/km2이다.
북쪽으로는 봉브제지노군, 북동쪽으로는 브로드니차군, 동쪽으로는 리핀군, 남쪽으로는 리프노군, 서쪽으로는 토룬군과 접한다. 6개 지방 자치체(1개 도시, 1개 도시형 농촌, 4개 농촌)를 관할한다.

군기
군 문장